# Референдум у Південній Осетії (1992)
Референдум з питання «про державну незалежність і (або) „возз'єднання“ з Росією» проведений в Південній Осетії 19 січня 1992 року.
Референдум є наслідком грузино-південноосетинського протистояння. Прагнення населення підвищити статус автономної області у складі Грузії, потім зробити її повноправним суб'єктом Союзу РСР і протистояння відділенню Південної Осетії від СРСР вилилося в «незалежність» самопроголошеної Республіки Південна Осетія.

## Історія
3 січня 1992 приймається рішення про проведення референдуму з питання незалежності й «возз'єднання» з Росією. На голосування було винесено два питання:
- Чи згодні Ви, щоб Республіка Південна Осетія була незалежною?
- Чи згодні Ви з рішенням Верховної Ради Республіки Південна Осетія від 1 вересня 1991 року про возз'єднання з Росією?[2]

Референдум проводився незаконно, всупереч нормам міжнародного права. Світова спільнота його не визнала. Внаслідок тотальних фальсифікацій, незалежність Південної Осетії з перспективою об'єднання з Російською Федерацією підтримали понад 99 % учасників референдуму.